# Зуде
Зу́де (нем. Sude) — река на севере Германии. Правый приток нижнего течения Эльбы. В основном течёт по территории земли Мекленбург-Передняя Померания, заходя в нижнем течении на северо-восток Нижней Саксонии.
Площадь водосборного бассейна реки 2253 км².
Зуде начинается западнее города Шверин, на западе Мекленбургского поозёрья. В верхней половине течёт в основном на юг, в нижней — на запад. Впадает в Эльбу около южной окраины города Бойценбург.
Притоки: Рёгниц, Шале, Бойце.